# Aad Meijer
A.H. (Aad) Meijer (13 september 1942 – 28 november 1994) was een Nederlands politicus van het CDA.

## Biografie
Bij het Carolus Borromeus College in Helmond was hij docent geschiedenis en conrector maar daarnaast was hij ook actief in de lokale politiek. Zo kwam hij in 1978 in de gemeenteraad van Helmond en was hij daar van 1982 tot 1993 ook wethouder. In juni 1993 werd Meijer de burgemeester van de Limburgse gemeente Sevenum. Ruim een jaar later overleed hij tijdens dat burgemeesterschap op 52-jarige leeftijd aan de gevolgen van een herseninfarct.
In Helmond is de Aad Meijerstraat naar hem vernoemd.